# Лімузин кольору білої ночі
«Лімузин кольору білої ночі» (латис. «Limuzīns Jāņu nakts krāsā») — латвійський радянський художній фільм, комедія режисера Яніса Стрейча, знята на Ризькій кіностудії в 1981 за сценарієм Мари Свірі.

## Зміст
Тітонька Мірта живе на дальньому хуторі. Якось, замість здачі, у місцевому магазині їй дали лотерейний білет. Він несподівано виявився виграшним і літня дама відразу стала володаркою новеньких «Жигулів». В гості до старенької приїжджають родичі, кожен з яких мріє отримати у спадок бажаний автомобіль. Ерік, який був спочатку лідером неоголошених перегонів, сходить з позиції, вступивши в легковажний зв'язок з дочкою головних конкурентів. Сусіди, які претендували на приз, відмовилися від боротьби з моральних спонукань і тітонька, після довгих роздумів, віддає «Жигулі» своєму першого коханому - старому холостяку Фігалу.

## Ролі
| Актор               | Роль                    |
| ------------------- | ----------------------- |
| Лілія Берзінь       | тітонька Мірта          |
| Олга Дреге          | Дагнія                  |
| Улдіс Думпіс        | Ерік                    |
| Індриксоне Байба    | Оліта Спресліня         |
| Болеслав Ружс       | Віктор , водій автобуса |
| Ліґа Ліепіня        | Вероніка                |
| Ромуалдс Анцанс     | Язеп Гілуч              |
| Гундарс Аболіньш    | Угіс                    |
| Яніс Стрейч         | Яніс                    |
| Евалдс Валтерс      | Алфред Фігал            |
| Діана Занді         | Ласма                   |
| Талівалдіс Аболіньш | сусід тітоньки          |
| Віра Сингаївська    | епізод                  |

## Знімальна група
- Автор сценарію: Мара Свірі
- Режисер-постановник: Яніс Стрейч
- Оператор-постановник: Харій Кукелс
- Художник-постановник: Василь Мас
- Композитор: Раймонд Паулс
- Звукорежисер: Гліб Коротєєв